# Входное тестирование
Входное тестирование (англ. Entry Test) — педагогическая методика, предполагающая определение уровня обучающегося при начале изучения какой-либо дисциплины.
Проводится, как правило, на первых занятиях и не предполагает выставления оценок, влияющих на результат обучения, поскольку необходимо для адаптации материала под сильные и слабые стороны учебной группы, индивидуализации или разбиения на подгруппы одинакового уровня, определения содержания и длительности адаптационного курса. Некоторые учебные заведения и онлайн-курсы устанавливают входное тестирование как обязательный элемент учебного плана.
Возможные форматы входного тестирования — установочная беседа, опрос (очный или вебинар), тестирование на бланках или в цифровом формате (синхронное или асинхронное), самооценка обучающегося, анализ портфолио.